# Lénizeul
Lénizeul est une ancienne commune française du département de la Haute-Marne en région Grand Est. C'est une commune associée du Val-de-Meuse depuis 1974.

## Géographie
Lénizeul est traversée par les routes D132 et D132a.

## Histoire
En 1789, ce village fait partie de la province de Champagne dans le bailliage de Langres et la prévôté de Montigny-le-Roi.
Le 9 mars 1974, la commune de Lénizeul est rattachée à celle du Val-de-Meuse sous le régime de la fusion-association.

## Politique et administration
| Période                                  | Période  | Identité      | Étiquette | Qualité |
| ---------------------------------------- | -------- | ------------- | --------- | ------- |
|                                          | En cours | Martine Notat |           |         |
| Les données manquantes sont à compléter. |          |               |           |         |

## Démographie
| 1793 | 1800 | 1806 | 1821 | 1831 | 1836 | 1841 | 1846 | 1851 |
| ---- | ---- | ---- | ---- | ---- | ---- | ---- | ---- | ---- |
| 254  | 234  | 263  | 282  | 320  | 318  | 335  | 324  | 315  |

| 1856 | 1861 | 1866 | 1872 | 1876 | 1881 | 1886 | 1891 | 1896 |
| ---- | ---- | ---- | ---- | ---- | ---- | ---- | ---- | ---- |
| 286  | 278  | 251  | 237  | 221  | 215  | 227  | 212  | 210  |

| 1901 | 1906 | 1911 | 1921 | 1926 | 1931 | 1936 | 1946 | 1954 |
| ---- | ---- | ---- | ---- | ---- | ---- | ---- | ---- | ---- |
| 219  | 203  | 208  | 165  | 154  | 152  | 148  | 141  | 156  |

| 1962 | 1968 | - | - | - | - | - | - | - |
| ---- | ---- | - | - | - | - | - | - | - |
| 149  | 144  | - | - | - | - | - | - | - |

## Lieux et monuments
- Église Saint-Brice du XVe siècle, partiellement inscrite MH par arrêté du 10 avril 1929[3]